# Karl zu Ratibor und Corvey zu Hohenlohe-Schillingsfürst

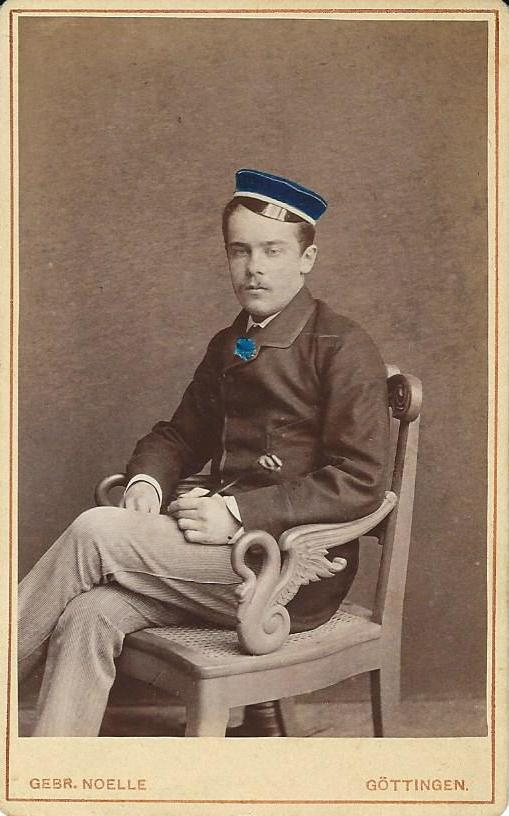
Karl zu Ratibor und Corvey zu Hohenlohe-Schillingsfürst

Karl Egon Prinz zu Ratibor und Corvey, Prinz zu Hohenlohe-Schillingsfürst (Slot Rauden, Rybnik, 7 juli 1860 - Slot Corvey, Höxter, 11 april 1931) was een Duits staatsman. Hij was het tiende kind van Viktor zu Ratibor und Corvey zu Hohenlohe-Schillingsfürst en dus een neef (oomzegger) van rijkskanselier Chlodwig zu Hohenlohe-Schillingsfürst.
Hij was van 1887 tot 1896 landraad in Lublinitz en vervolgens tot 1902 hoofdcommissaris van politie in Wiesbaden. Van 1902 tot 1910 was hij Regierungspräsident in Aurich, daarna tot 1911 in Koblenz. Hij was van 1911 tot 1919 eerste president van de Pruisische provincie Westfalen en voorts lid van de Silezische Provinciale Landdag. Hij stierf op het Slot Corvey.
- Gemeinsame Normdatei: 116337761
- Virtual International Authority File: 25351150